# Манавы

Распределение населения Манавы в Турции
Плотное население Манавы
Меньшинство народа Манавы

Манавы, или Манавские Тюрки, — это оседлый тюркский народ, исповедующий суннизм (ханафитский мазхаб), проживающий на северо-западе Анатолии (османская графика: مناو, романизация: manav). Согласно Мареку Стаховскому и ряду других лингвистов, начальный согласный «м-» нетипичен для Турецкий языков, и этимология слова «manav» остаётся неясной. Хотя слово «manav» не соответствует фонетическим нормам Турецкий языкa, его звучание близко к кипчакско-татарским диалектам тюркских языков. Существует гипотеза, что термин «manav» мог перейти из Турецкий языка в балканские языки или, наоборот, из балканских языков в турецкий. Если он имеет тюркское происхождение, то, с большой вероятностью, был заимствован из кипчакско-татарских языков.
Тюркские поселения в этом регионе существовали задолго до 700 года по хиджре (примерно до 1300 года по григорианскому календарю), что указывает на очень давний переход манавов к оседлому образу жизни. Некоторые зафиксированные в регионе фонетические изменения также свидетельствуют о заметном влиянии кипчаков в процессе формирования манавов.
Манавы, проживающие в основном в провинциях Сакарья, Биледжик, Балыкесир, Бурса, Ялова, Чанаккале, Коджаэли, Эскишехир, Болу и Дюздже, также известны как «местные» (yerli). Оседлые манавы составляют примерно 60% населения Сакарья и Измита; тюрки, переселившиеся из Балкан (Румелии) и Кавказа, — около 20%; а внутренние мигранты из других городов Турции — ещё около 20%. Хотя высокий уровень индустриализации региона привёл к увеличению доли внутренней миграции, это изменение составило лишь 5–10% в последние годы.
Манавский археолог и историк Адиль Йылмаз выдвигает гипотезу, что современные манавские тюрки являются потомками кипчакских (куманских) тюрков, которых Никейская империя в XIII веке переселила на восточные границы по соображениям безопасности. По его мнению, император Никейская империя Иоанн III Дука Ватац, стремясь вернуть Константинополь от крестоносцев, создавал различные союзы и одновременно использовал кипчакские поселения на востоке в качестве буферной зоны против возможных нападений с востока — со стороны сельджуков, тюркмен и монголов.